# Grupo M83/NGC 5128
El Grupo M83/NGC 5128 es otro grupo famoso de galaxias del hemisferio sur. Hay algunas galaxias brillantes aquí - especialmente NGC 5128, NGC 4945 y M83. NGC 5128 es la quinta galaxia más brillante en el cielo y una de las que más apariencia extraña posee, por lo menos en nuestro universo cercano.

## Galaxias

### SubgrupoM83
- ESO 383 - G 87
- NGC 3621
- LEDA 166163
- ESO 321 - G 14
- NGC 5068
- HIDEEP J1336-3321
- NGC 5101
- NGC 5102
- PGC 47885
- IC 4247
- ESO 444 - G 84
- NGC 5236 (M83)
- ESO 444 - G 78
- IC 4316
- UGCA 365
- KK 208
- Centaurus A DE4
- NGC 5253
- LEDA 166164
- PGC 48111
- AM 1321-304
- ESO 381 - G 18
- Centaurus A DE2
- NGC 5264
- ESO 381 - G 20

### SubgrupoCentaurus A
- ESO 97 - G 13
- Centaurus A DE1
- LEDA 166152
- PGC 45104
- NGC 4945 (C83)
- ESO 324 - G 34
- KKS 51
- ESO 274 - G 1
- LEDA 166167
- Centaurus N
- PGC 45717
- NGC 5128 (C77)
- ESO 270 - G 17
- PGC 45916
- A1440+44
- LEDA 166172
- Centaurus A DE3
- ESO 324 - B 1
- PGC 46663
- ESO 269 - G 58
- Centaurus 7
- LEDA 166175
- KKS 55
- PGC 46680
- PGC 47171
- ESO 269 - G 66
- NGC 5206
- ESO 222 - G 10
- A1424+46
- PGC 48515
- NGC 5237
- ESO 325 - G 11
- NGC 5408
- PGC 48738
- ESO 325 - G 11
- LEDA 166179
- PGC 49615
- ESO 272 - G 25
- KK 57
- ESO 222 - G 10
- ESO 223 - G 9

### Mapa
- Datos: Q1881065
- Multimedia: Centaurus A/M83 Group / Q1881065